# Ford Field
Ford Field – stadion sportowy położony w amerykańskim mieście Detroit w stanie Michigan. Na tym mecze fazy grupowej Super Bowl XL. Stadion został zbudowany w 2002 roku, maksymalna pojemność wynosi 65 tysięcy widzów.